# Scottish Open 2014
Die Scottish Open 2014 fanden vom 19. bis zum 23. November 2014 in Glasgow statt. Es war die 96. Austragung dieser internationalen Meisterschaften von Schottland im Badminton.

## Sieger und Platzierte
| Disziplin    | Gold                                | Silber                     | Bronze                                   |
| ------------ | ----------------------------------- | -------------------------- | ---------------------------------------- |
| Herreneinzel | Ville Lång                          | Wang Tzu-wei               | Dmytro Zavadsky                          |
| Herreneinzel | Ville Lång                          | Wang Tzu-wei               | Anand Pawar                              |
| Dameneinzel  | Sayaka Sato                         | Beatriz Corrales           | Kirsty Gilmour                           |
| Dameneinzel  | Sayaka Sato                         | Beatriz Corrales           | Saili Rane                               |
| Herrendoppel | Mathias Christiansen David Daugaard | Raphael Beck Andreas Heinz | Matthew Nottingham Harley Towler         |
| Herrendoppel | Mathias Christiansen David Daugaard | Raphael Beck Andreas Heinz | Laurent Constantin Matthieu Lo Ying Ping |
| Damendoppel  | Gabriela Stoeva Stefani Stoeva      | Heather Olver Lauren Smith | Imogen Bankier Kirsty Gilmour            |
| Damendoppel  | Gabriela Stoeva Stefani Stoeva      | Heather Olver Lauren Smith | Johanna Goliszewski Carla Nelte          |
| Mixed        | Robert Blair Imogen Bankier         | Niclas Nøhr Sara Thygesen  | Peter Käsbauer Isabel Herttrich          |
| Mixed        | Robert Blair Imogen Bankier         | Niclas Nøhr Sara Thygesen  | Max Schwenger Carla Nelte                |